# Wali Vidal
Pour les articles homonymes, voir Vidal.
 (décembre 2021).
Wali Vidal, né le 16 novembre 1982 à Santiago de los Caballeros (République dominicaine), est un peintre, sculpteur, installateur et graveur dominicain. 

## Biographie
Wali Vidal a étudié la critique d’art à l’École d' Art San Alejandro de La Havane, Cuba en 2006. Il a commencé comme autodidacte puis il a reçu son diplôme de l’école de dessin d’Altos de Chavon, La Romana en 2010.
L’artiste a participé à divers projets artistiques au niveau national et international, comme Arte para Expresarte en 2020, où 300 panneaux d’exposition d’œuvres d'artistes dominicains de premier plan ont été exposés dans les quatre points cardinaux du District National de la République Dominicaine.
Défenseur de la peinture contemporaine, Wali Vidal est passionné par la diversité qu’il trouve au quotidien. L’artiste croit en l’importance dans le processus de conception d’être présent dans différents environnements socioculturels pour capter les stimuli qu’ils provoquent. En tant qu’artiste antillais, les œuvres ont des couleurs et une bonne utilisation de la lumière.
En second lieu, il s’engage à stimuler le recyclage et à aider la communauté à prendre conscience du problème. Wali Vidal a participé comme artiste éducateur et conseiller au programme Ciudad Reciclada où les murs sont intervenus par des étudiants utilisant les déchets collectés pour le recyclage.

## La escolta
Il est reconnu pour cette œuvre qui fait partie de la collection de peintures d’Eduardo Leon Jimenes et qui appartient à la série Santo Domingo All Stars. L’artiste réfléchit sous forme de bande dessinée, l’augmentation de la population urbaine et le problème de l’occupation fréquente des espaces publics par les autorités. La ville apparaît comme un espace tumultueux et surchargé. L'œuvre remarque les sens figuré, et la grandeur de la ville. La escolta représente les conflits quotidiens qui se déroulent dans la réalité urbaine de la Repúblique Dominicaine.

## Distinctions
Il a obtenu le Prix spécial jeune artiste à la 26e Biennale Nationale des Arts Visuels de Saint-Domingue. 
En 2008, il a gagné le Prix de Peinture au 22e concours d’art Eduardo Leon Jimenes avec le tableau La escolta. 
Un autre prix reçu a été la troisième place au concours de sculpture de l’Ambassade de France  qui a rendu hommage à l’artiste plastique dominicain Luichy Martínez Richiez en 2012.

## Expositions
- 2005 : Centro de la Cultura Srta. Ercilia Pepín, Sala Yoryi Morel, Santiago de los Caballeros[11]

- 2021 : Santo Domingo All Star, Sala Wifredo García de Casa de Arte, Santiago de los Caballeros[12],[13]
- 2022 : Just us, Fundacion Juan Pablo Duarte, New York[14]